# Andrus Värnik
Andrus Värnik, né le 27 septembre 1977 à Antsla, est un athlète estonien, spécialiste du lancer du javelot. Il mesure 1,82 m pour 100 kg. Son club est le Lõunalõvi de Võru.
Son record personnel de 87,83 m, qui date de 2003, est également le record d'Estonie.
C'est le premier champion du monde estonien. Il est décoré de l'ordre de l'Étoile blanche d'Estonie de 3e classe en 2006. 

## Palmarès
| Date | Compétition           | Lieu     | Résultat | Performance |
| ---- | --------------------- | -------- | -------- | ----------- |
| 2000 | Jeux olympiques       | Sydney   | 15e      | 81,34 m     |
| 2003 | Championnats du monde | Paris    | 2e       | 85,17 m     |
| 2004 | Jeux olympiques       | Athènes  | 6e       | 83,25 m     |
| 2005 | Championnats du monde | Helsinki | 1er      | 87,17 m     |

### Divers résultats
- Champion d'Estonie en 2005

## Records
| Épreuve           | Performance | Lieu  | Date         |
| ----------------- | ----------- | ----- | ------------ |
| Lancer du javelot | 87,83 m     | Valga | 19 août 2003 |